# طاط
طاط قرية سوريّة تتبع إداريّاً لمحافظة حلب منطقة السفيرة ناحية مركز السفيرة، بلغ تعداد سكانها 2,095 نسمة حسب التعداد السكاني لعام 2004
وفيها مدرستين ابتدائية وثانوية ومستوصف. ويمر منها وادي تجري فيه المياه اثناء الشتاء نتيجة هطول الأمطار وهذه المياه تأتي من الجبال المجاورة كون قرية طاط منطقة منخفضة تحيط بها الجبال من الجهات الاربعة. ويمر بها طريقين الأول باتجاه الجنوب يؤدي إلى قريتي برج الرمان والجفرة. والثاني باتجاه الغرب يؤدي إلى قرية عقربة.